# Place de la Révolution (Bucarest)
Pour les articles homonymes, voir Place de la Révolution.
 (décembre 2023).
Si vous disposez d'ouvrages ou d'articles de référence ou si vous connaissez des sites web de qualité traitant du thème abordé ici, merci de compléter l'article en donnant les références utiles à sa vérifiabilité et en les liant à la section « Notes et références ».

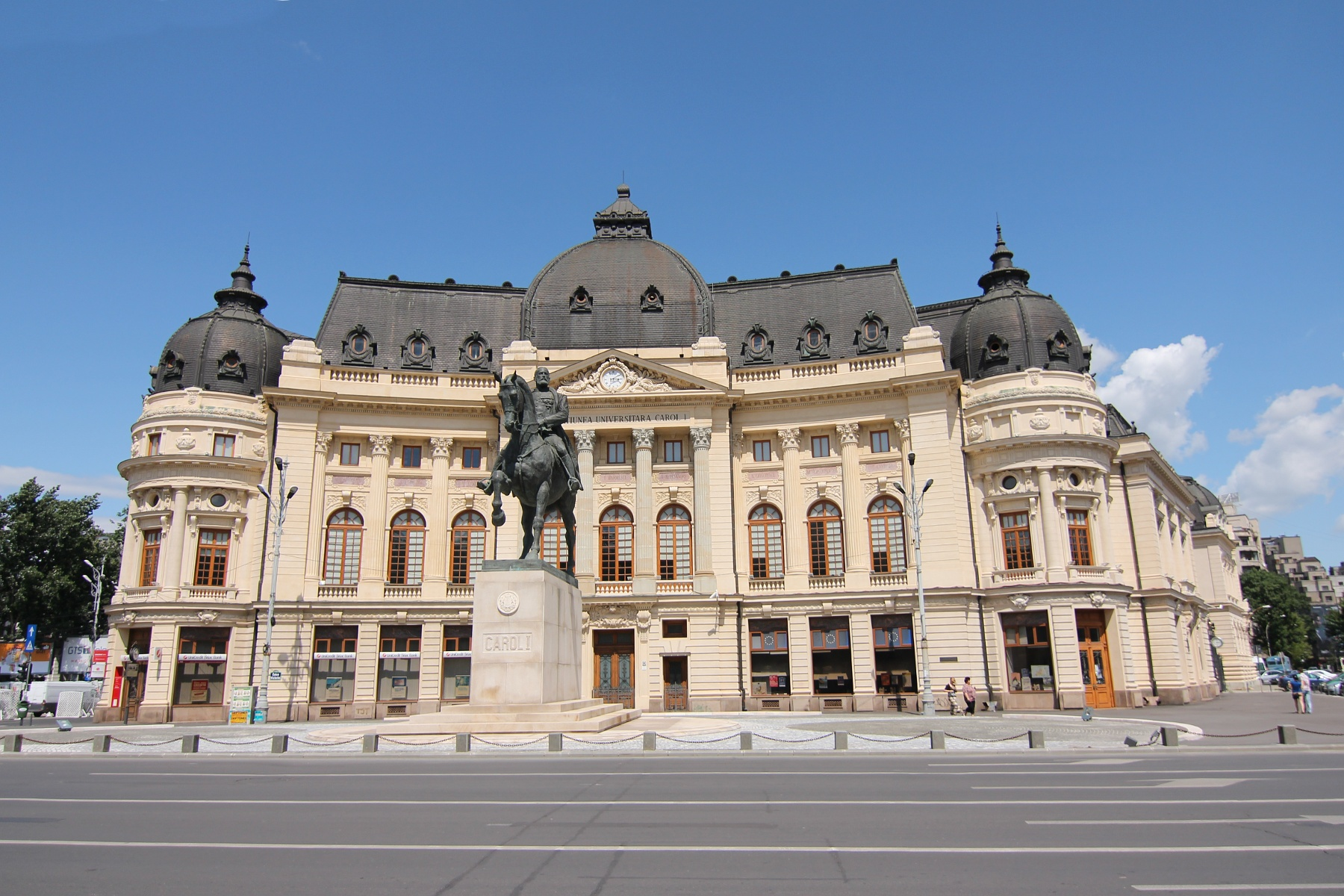
La bibliothèque universitaire donnant sur la place de la Révolution.

La place de la Révolution (en roumain : Piața Revoluției), est une place située dans le centre-ville de Bucarest.

## Situation
Située en bordure de l'avenue de la Victoire, la place présente une forme allongée selon un axe nord-sud. Elle est limitée au nord par la place Georges Enesco, où s'élève l'Athénée roumain.

## Monuments
La place de la Révolution est entourée par plusieurs bâtiments historiques dont le musée national d'art de Roumanie qui occupe l'ancien Palais royal et la bibliothèque de l'université de Bucarest. Devant celle-ci s'élève la statue du roi Carol Ier, reconstruite en 2005 par le ministère de la Culture. Enfin, le Mémorial de la Renaissance se dresse dans la partie sud de la place, face au bâtiment du ministère de l'Intérieur, qui abritait le siège du comité central du Parti communiste.

## Histoire
Appelée à l'origine place du Palais (Piața Palatului), puisque située en face du Palais royal, elle prend le nom de place Gheorghe Gheorghiu-Dej à l'époque communiste. La statue équestre de Carol Ier, élevée en 1939 en face du palais, est détruite par les communistes lors de la proclamation de la République socialiste de Roumanie en décembre 1947.
La place est au cœur des combats lors de la Révolution roumaine de 1989 qui renverse le régime de Nicolae Ceaușescu. Elle est rebaptisée peu après place de la Révolution.

Le musée national d'art et la place de la Révolution.